# Tropinota squalida
Tropinota squalida es una especie de coleóptero de la familia Scarabaeidae.
Mide de 10 a 15 mm en total. La cabeza, el escutelo y los élitros son de color marrón oscuro, con dos hileras de puntos blancos a lo largo de la zona central de los élitros, en cuyos bordes presenta unos largos y espesos pelillos anaranjados y blanquecinos, así como en el borde del abdomen. Habita en la región Paleártica: Europa mediterránea, Macaronesia, Oriente Próximo y el norte de África.